# Comuna Voikove, Lenine
Voikove (în ucraineană Войкове) este o comună în raionul Lenine, Republica Autonomă Crimeea, Ucraina, formată din satele Bondarenkove, Kurortne și Voikove (reședința).

## Demografie
Componența lingvistică a comunei Voikove
     Rusă (67,84%)
     Tătară crimeeană (23,28%)
     Ucraineană (6,38%)
     Alte limbi (0,81%)
Conform recensământului din 2001, majoritatea populației comunei Voikove era vorbitoare de rusă (67,84%), existând în minoritate și vorbitori de tătară crimeeană (23,28%) și ucraineană (6,38%).